# Wigrella amphora
Wigrella amphora är en hjuldjursart som först beskrevs av Adolf Remane 1929.  Wigrella amphora ingår i släktet Wigrella och familjen Dicranophoridae. Inga underarter finns listade i Catalogue of Life.